# Sovětská fotbalová Vtoraja liga
Sovětská fotbalová Vtoraja liga je dnes již neexistující třetí nejvyšší fotbalová soutěž pořádaná na území SSSR. Pořádala se v letech 1936–1991. Během této doby se několikrát změnil název i formát soutěže.

## Názvy soutěže
Zdroj: 
- 1936–1937: Gruppa V
- 1938–1945: nehrálo se
- 1946: Gruppa III
- 1947–1962: nehrálo se
- 1962–1969: Klass B
- 1970: Vtoraja gruppa (Klass A)
- 1971–1991: Vtoraja liga